# (8505) 1990 YK
1990 واي كي (ويعرف أيضًا باسم (8505) 1990 واي كي وفق تسمية الكوكب الصغير) (بالإنجليزية: 1990 YK)‏ هو كويكب ضمن حزام الكويكبات؛ وترتيبه 8505 من حيث الاكتشاف.
اكتُشف هذا الجُرم الفلكي بواسطة هيروشي كانيدا في 19 ديسمبر 1990.

## وصلات خارجية
- (8505) 1990 YK في قاعدة بيانات مختبر الدفع النفاث لأجرام النظام الشمسي الصغيرة

- الاكتشاف · مخطط المدار ·  العناصر المدارية · المعلمات المادية

- (8505) 1990 YK على موقع ويكي سكاي: DSS2, SDSS, GALEX, IRAS, Hydrogen α, X-Ray, Astrophoto, Sky Map, Articles and images